# Ó, te drága Klementina
Az Oh, My Darling Clementine (vagy egyszerűen csak Clementine) egy tradicionális amerikai népballada. Ez a dal a legnépszerűbb műsorban hallható, az Fosterék háza képzeletbeli barátoknak

## Kotta és dallam
Refrén:
Ó, te drága, ó, te drága

Klementina, jössz-e már?

Zöld mezőnek vadvirága

Mind kinyílott, visszavár.
| Régi barlang rejtekében, Mély folyóvölgy oldalán Aranybányász és a lánya Éldegélt ott hajdanán. Ó, te drága, ó, te drága… | Lenge volt ő, mint egy tündér, Mint a holdfény, halovány, Noha sokszor jó a bocskor, Mezítláb járt az a lány. Ó, te drága, ó, te drága… | Kiskacsákat vitt a partra Nyári napnak hajnalán, Tüske szúrta át a talpát, Vízbe szédült, jaj, talán? Ó, te drága, ó, te drága… | Láttam őt, hogy elragadta, Mint egy tollpihét, az ár. Megsirattam, ámde úszni Én se tudtam, ó, de kár! Ó, te drága, ó, te drága… | Csak hevertem én leverten Éjszakákon át meg át, Míg egy szép nap észrevettem, S megszerettem kishúgát. Ó, te drága, ó, te drága… |

## Felvételek
- Oh, Clementine - Ó, te drága Klementina. YouTube (2015. május 24.)  (Hozzáférés: 2017. március 18.) (audió, magyar szöveg)
- Oh, Clementine. The Sweptaways  YouTube (2010. december 8.)  (Hozzáférés: 2017. március 18.) (videó)
- Oh, Clementine. Connie Francis, Jonny Hill(en)  YouTube (2012. március 8.)  (Hozzáférés: 2017. március 18.) (audió)